# Девід Ферчайлд
Девід Ферчайлд (англ. David Fairchild або англ. David Grandison Fairchild, 7 квітня 1869 — 6 серпня 1954) — американський ботанік, садівник та колекціонер рослин.

## Біографія
Девід Ферчайлд народився у Лансінгу 7 квітня 1869 року .
У 1888 році він закінчив Університет сільського господарства штату Канзас. У 1889 році Ферчайлд розпочав діяльність у Міністерстві сільського господарства Сполучених Штатів у Вашингтоні як ботанік і дослідник рослин у відділі патології рослин. Він займався пошуками рослин, які мають економічну та естетичну цінність, і які могли б вирощуватися у Сполучених Штатах.
Девід Ферчайлд проводив дослідження в Азії, у південній частині Тихого океану, в голландській Ост-Індії та Вест-Індії, у Південній Америці, Єгипті, Цейлоні, Китаї, Японії, Перській затоці, у Східній Африці та у Південній Африці. Ці дослідження привели до впровадження в США багатьох тропічних рослин, що мають для держави економічне значення. Йому приписують спостереження за впровадженням більше як 80000 видів та сортів рослин у Сполучених Штатах.
У 1933 році Національна академія наук США нагородила його Медаллю соціального захисту населення (англ. Public Welfare Medal) за виняткові досягнення в розвитку та просуванні досліджень рослин та впровадження нових чагарників та дерев у Сполучені Штати. Фейрчайлд був одним з найвпливовіших садівників і колекціонерів рослин в США.
Девід Ферчайлд помер 6 серпня 1954 року.

## Наукова діяльність
Девід Ферчайлд спеціалізувався на насіннєвих рослинах.

## Окремі публікації
- The World Was my Garden: Travels of a Plant Explorer. (New York: C. Scribner's Sons, 1938).
- Garden Islands of the Great East: Collecting Seeds from the Philippines and Netherlands India in the Junk 'Chêng ho. (New York: C. Scribner's Sons, 1943).
- The World Grows Round My Door; The Story of The Kampong, a Home on The Edge of the Tropics. (New York: C. Scribner's Sons, 1947).
- Exploring for Plants. (New York: Macmillan, 1930).